# McNally Peak
Il McNally Peak è un picco roccioso antartico, alto 2.570 m, situato 6 km a ovest del Monte Farley, in prossimità del fianco sudorientale del Ghiacciaio Holdsworth, nei Monti della Regina Maud, in Antartide. 
La denominazione è stata assegnata dall'Advisory Committee on Antarctic Names (US-ACAN) in onore del comandante Joseph J. McNally, della U.S. Navy, responsabile della logostica alla Base McMurdo nell'inverno 1959 e membro del comando della U.S. Naval Support Force, Antarctica durante l'Operazione Deep Freeze del 1967.